# Kunsthalle Darmstadt
Die Kunsthalle Darmstadt ist ein Ausstellungsgebäude im südhessischen Darmstadt.

## Geschichte
Für den Kunstverein für das Großherzogtum Hessen, der 1837 gegründet wurde, wurde ein Architekturwettbewerb ausgeschrieben, welchen Hermann Müller (1841–1934) mit einem Entwurf im Neorenaissancestil gewann, das Gebäude wurde 1889 am Rheintor errichtet und 1909 von Friedrich Pützer innen neu gestaltet. Zur Eröffnung 1889 wurde u. a. das Gemälde Gestade der Vergessenheit gezeigt. 1944 wurde das Gebäude bei einem Luftangriff weitgehend zerstört und der Portikus in den 1960er Jahren eingelagert.
1955 wurde ein neuer Architekturwettbewerb ausgeschrieben, den Theo Pabst gewann. Nach seinen Plänen entstand 1957 die neue Kunsthalle mit zwei Ausstellungsflächen zu 65 und 200 m². 1986/1987 erhielt die Kunsthalle nach den Plänen des Architekten Hans-Henning Heinz eine Erweiterung nach Norden. Der abgetragene Portikus des nördlichen Rheintors, der schon in dem Gebäude der alten Kunsthalle integriert war, wurde vor der Kunsthalle an der Rheinstraße wieder aufgebaut. Der Portikus bildet heute mit den sich anschließenden Abgrenzungen des Vorplatzes einen Innenhof, der als Skulpturengarten genutzt wird.

## Ausstellungen (Auswahl)
- Bauhaus, 1961.
- Max Slevogt: Zum 100. Geburtstag, 1968.
- Eugen Bracht, 1970.
- Liebe: Dokumente unserer Zeit, 1980.
- 65, Radenko Milak, 2014[3]
- Das Tor, der Zaun, die Stadt, 2016.[4]
- Facing Britain. Britische Dokumentarfotografie seit den 1960er-Jahren, 2021/2022

## Hauptamtliche Direktoren der Kunsthalle Darmstadt seit 1958
- Hans-Günther Sperlich (1958–1986)
- Dorit Marhenke (1987–1999)
- Claus K. Netuschil (2000)
- Peter Joch (2001–2013)
- León Krempel (seit 2014)